# Kis Bánffy-ház
A kis Bánffy-ház a kolozsvári Deák Ferenc utca déli oldalának egyik műemlék épülete. 
Két polgárház helyére építették a 19. században; a baloldali épület földszinti helyisége és pincéje reneszánsz kori. Építtetője és építésze nem ismert, feltételezhetően 1808 körül épült. B. Nagy Margit hasonlóságot fedezett fel Türk Antal építőmester munkáival. Az 1848–49-es szabadságharc után Bánffy Dániel főispán lakott benne. Kolozsvári tartózkodásakor itt szokott megszállni fia, Bánffy Dezső miniszterelnök. 1904-től kezdve Pósta Béla kezdeményezésére az egyetemi menza bérelte. A 20. század elejétől bérházként működött, a földszinten üzlethelyiségekkel. 
A szűk udvarú, egyemeletes, barokk stílusú „barátságos külsejű”  épület „derült és finom” homlokzatán jellegzetes füzéres stukkódísz található, az ablakok felett csüngő fonatokkal. Félköríves záródású, lapos ívű kapuja már az empire stílust idézi; felette vaserkély van, ennek mindkét oldalán kompozitfejes falpillérek. Országos szinten védett műemlék; a romániai műemlékek jegyzékében a CJ-II-m-A-07338 sorszámon szerepel.